# HD30598
HD30598 — хімічно пекулярна зоря спектрального класу A1, що має видиму зоряну величину в смузі V приблизно  9,1.
Вона  розташована на відстані близько 1124,7 світлових років від Сонця.

## Пекулярний хімічний вміст
Зоряна атмосфера HD30598 має підвищений вміст 
Cr
.